# Slow Down (Selena Gomez-dal)
A Slow Down Selena Gomez amerikai énekesnő és színésznő dala debütáló, Stars Dance című albumáról. A szám szerzői közé Lindy Robbins, Julia Michaels, Niles Hollowell-Dhar, David Kuncio és Freddy Wexler sorolható, a produceri munkákat a The Cataracs végezte.

## Háttér
A Slow Down-t Lindy Robbins, Julia Michaels, Niles Hollowell-Dhar, David Kuncio és Freddy Wexler szerezték, producere a The Cataracs volt. A felvételen érezhetőek a dubstep-hatások, míg dalszövege egy, az átlagosnál lassabban kialakuló szerelemről szól.

## Videóklip
Gomez a dalhoz tartozó videóklipet Franciaországban forgatta néhány táncos társaságában. A kisfilm 2013. július 19-én kiszivárgott, így végül még ezen a napon felkerült a hivatalos feltöltés az énekesnő VEVO csatornájára.

## Slágerlistás helyezések
| Kislemezlista (2013)        | Legjobb helyezés |
| --------------------------- | ---------------- |
| Belgium (Ultratip Flanders) | 87               |
| Kanada (Canadian Hot 100)   | 51               |
| Franciaország (SNEP)        | 88               |
| Billboard Hot 100           | 70               |

## Megjelenések
| Ország           | Dátum           | Formátum           | Kiadó             |
| ---------------- | --------------- | ------------------ | ----------------- |
| Egyesült Államok | 2013. június 3. | Digitális letöltés | Hollywood Records |

## Fordítás
- Ez a szócikk részben vagy egészben  a   Slow Down (Selena Gomez song) című angol Wikipédia-szócikk fordításán alapul.  Az eredeti cikk szerkesztőit annak laptörténete sorolja fel. Ez a jelzés csupán a megfogalmazás eredetét és a szerzői jogokat jelzi, nem szolgál a cikkben szereplő információk forrásmegjelöléseként.